# Герб Иордании
Герб Иордании представляет собой бронзовый щит, увенчанный выходящим лазоревым диском. Над щитом орёл естественного цвета с расправленными в стороны крыльями, опирающийся на диск; за диском — скрещённые флаги арабского восстания, сабли, копья, луки и стрелы; внизу щит обрамлён тремя золотыми пшеничными колосьями — справа и зелёной пальмовой ветьвью — слева, перевитых лентой ордена Возрождения, к которой прикреплён знак ордена 1-й степени; на золотой девизной ленте, в нижней части герба, надпись чёрными буквами на арабском языке: «Абдалла II ибн Аль Хусейн Бин Аун, Король Хашемитского Королевства Иордания, Ищущий поддержку и руководство от Бога»; герб наложен на красную подбитую серебром мантию с золотой бахрамой, перевязанную золотыми шнурами, с золотыми кистями, и увенчанную золотой иорданской королевской короной.

## Символика
Официальная страница короля Иордании Абдаллы II содержит подробное описание всех деталей герба. Ниже приводится перевод текста с необходимыми комментариями.
Королевская Хашимитская корона
Золотая корона символизирует монархию Хашимитского Королевства Иордания. Она состоит из пяти украшенных золотистым бисером дуг, спускающихся от вершушки к основанию, имеющему рельефные украшения в виде рубинов и изумрудов. Верхний край обруча короны украшен пятью золотыми цветками лотоса, обозначающими чистоту. Верхушка королевской Хашемитской короны украшена наконечником копья, символизирующем Хашимитское знамя.
Мантия
Королевская Хашимитская корона покоится на мантии, символизирующей Хашимитский трон. Тёмно-красная мантия подбита белым шёлком, символизирующими самопожертвование и чистоту. Мантия отделана золотой бахромой и, с обеих сторон, перевязана золотыми шнурами с золотыми кистями, так, чтобы показать белый шёлковый подбой.
Два Флага
Каждый флаг представляет флаг Великого арабского восстания. Длина каждого флага в два раза больше его ширины, и каждый из них разделён по горизонтали на три равные части: верхняя часть — чёрного цвета, средняя — зелёного и нижняя — белая. Треугольник тёмно-красного цвета занимает место у древкового края. Его основание равно ширине флага, а длина — вдвое меньше, чем длина флага.
Орёл
Орёл символизирует силу, мужество и величие. Его цвета означают знамя и тюрбан пророка Мухаммеда. Орёл опирается на земной шар, его крылья касаются флагов с обеих сторон. Голова орла обращена вправо.
Земной шар
Земной шар синего цвета символизирует распространение исламской цивилизации.
Арабское оружие
Бронзовый щит украшен изображением хризантемы, являющейся распространённым мотивом в арабском искусстве и архитектуре. Щит расположен перед земным шаром, что символизирует защиту справедливости. Золотые сабли, копья, луки и стрелы расположены по обе стороны от щита и земного шара.
Колосья пшеницы и пальмовая ветвь
Ниже щита расположены три золотых колоса пшеницы — справа и зелёная пальмовая ветвь — слева, их основания касаются ленты ордена Возрождения 1-й степени.
Орден Возрождения
Знак ордена Возрождения 1-й степени прикреплён к вертикальной ленте.
Девизная лента
Золотая (жёлтая) девизная лента наложена сверху ленты ордена Возрождения 1-й степени, состоит из нескольких завитков, образующих три секции — правую, среднюю и левую, содержащих надписи:
Правая секция: «Абдалла II ибн Аль Хусейн Бин Аун»
Средняя секция: «Король Хашемитского Королевства Иордания»
Левая секция: «Ищущий поддержку и руководство от Бога»